# Olifants (Auob)
Der Olifants (Afrikaans für Elefant, historisch auch Elefantenfluss/ß bzw. Elephantenfluss) ist der mittlere der drei markanten Riviere der namibischen Kalahari.

## Verlauf
Er entspringt im Südosten der Auasberge und fließt anfänglich nach Osten, schwenkt dann auf Südosten, parallel zum ebenfalls aus der namibischen Kalahari kommenden Auob. Der Olifants mündet bei Tweerivier (Namibia) in den Auob.
Er hat eine Länge von etwa 400 Kilometer von seiner Quelle auf etwa 1500 m bis zu seiner Mündung auf 1036 m.